# ماهواره‌قوطی

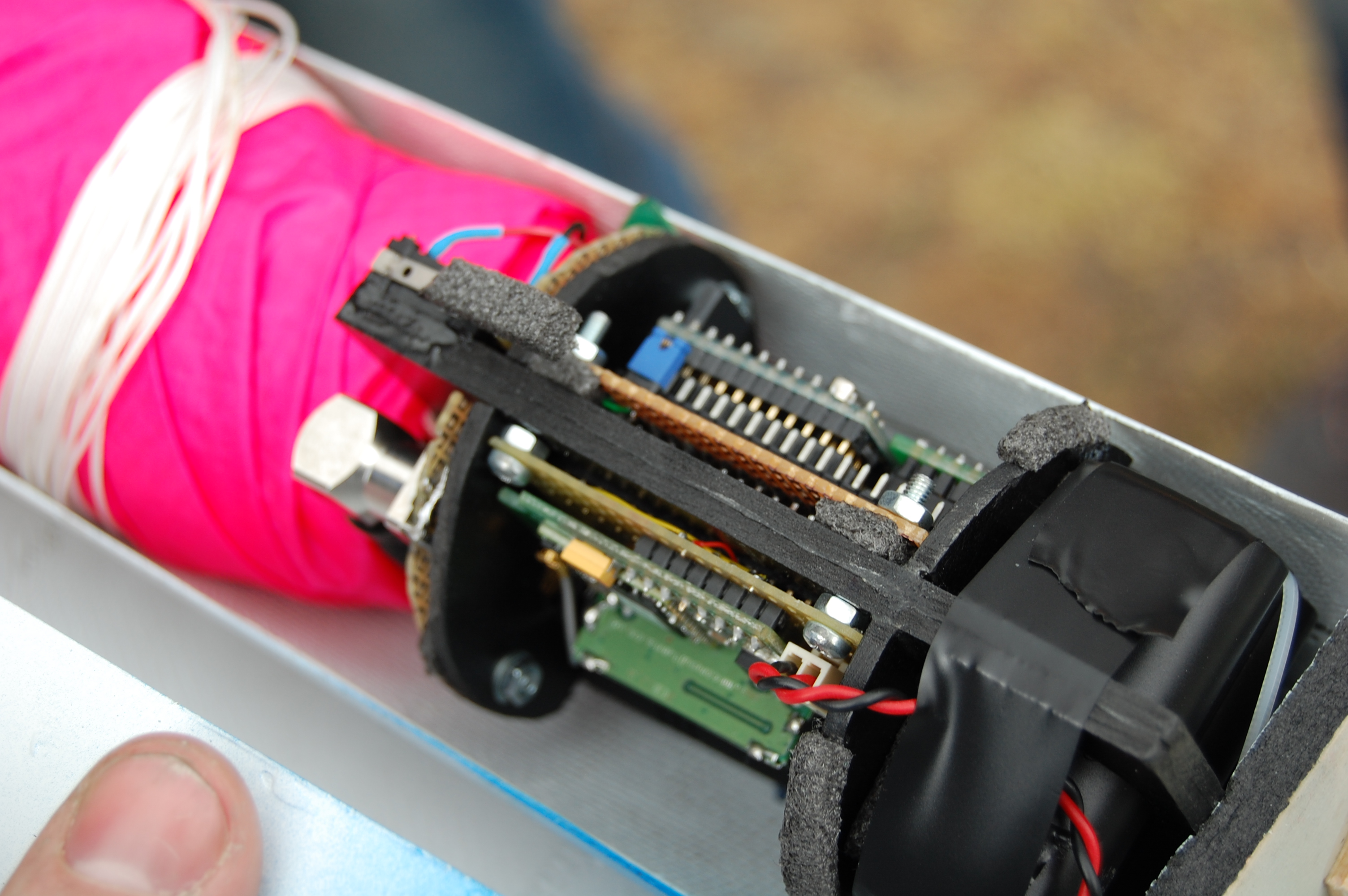
سازوکارهای داخلی یک ماهواره‌قوطی.

قوطی ماهواره (به انگلیسی: CanSat) گونه‌ای خاص و بسیار کوچک از یک جسم شبیه به ماهواره است که که اغلب برای آموزش هوافضا استفاده می‌گردد.
کن‌ست‌ها همچنین جنبهٔ مسابقاتی بین دانشجویان و دانش آموزان را نیز دارا می‌باشند.
به صورت معمول وزن کن‌ست‌ها تا یک کیلوگرم و شکل آن‌ها به صورت قوطی شکل می‌باشد. هدف اصلی کن‌ست‌ها شیوه فرود آن به سطح زمین است که اغلب از ارتفاع ۵۰۰ متری زمین رها و کن‌ست باید بعد از انجام دادن وظایف خود به سطح زمین فرود آید.

## ماموریت اصلی
ماموریت اصلی کن‌ست‌ها فرود با استفاده از چتر یا هرگونه ابزار مختلف برای فرود کاملاً صحیح می‌باشد. اطلاعات فرود در هر لحظه باید یا به ایستگاه زمینی مخابره یا در خود کن‌ست ذخیره و بعداً بازپخش شود. اطلاعات فرود شامل دمای‌هوا، رطوبت، سرعت و شتاب فرود می‌باشد و با توجه به عملیات‌های ثانویه می‌توان تصویربرداری از فرود یا تجهیزات داخلی مورد استفاده قرار گیرد.

## ماموریت‌های ثانوی
شامل گستره زیادی از مباحث می‌شود که مهم‌ترین آنان عبارت اند از:
- تصویر برداری
- ارتفاع سنجی (با استفاده از سامانه موقعیت یاب جهانی)
- گسترش آنتن در هوا